# Begunci (Minka Krejan)
Vojna povest Begunci, ki jo je Marta Kmet objavila pod psevdonimom (VIR? nezanesljiv podatek) Minka Krejan leta 1979, razkriva bolečino in trpljenje Slovencev med drugo svetovno vojno. 

## Vsebina
Andrej in Kristina oktobra leta 1941 povijeta najmlajšega otroka. Celotna družina Robidovih šteje deset članov. Nemški okupator napove selitev prebivalcev v Šlezijo. Na poti v Nemčijo bi se družina morala ločiti. Odloči se za pobeg h Kristinini sestri Terezi v Škocjan. Andrejevo bolno mater morajo pustiti v domačem kraju, saj se svoji zemlji ni pripravljena odpovedati; grunt ima zanjo korenine do pekla.
K Terezi pridejo brez vsega. V Škorjancu niso edini begunci. Zaradi zime in mraza ni dela, gnetejo se in trpijo. Najstarejši hčerki Pavla in Katica greta za pomočnici k znanki v Šmarjeto, eden izmed sinov pa za hlapca h kmetu. Andrej in Kristina ostaneta sama s petimi majhnimi otroki.
Andrej pomaga regulirati potok in s to službo podpira družino. Spomladi se ponudi priložnost, da bi dobili zemljo v Kočevju, ampak le za ceno tega, da se odrečejo svoji domačiji. Tega ne storijo, saj je dom en sam in pri življenju jih ohranja upanje, da se bodo lahko nekoč vrnili tja, kamor spadajo.
Na Otoku pri Škocjanu potrebujejo mežnarja. Andrej službo sprejme in družina se preseli v dvosobno hišo s kuhinjo. Dobijo tudi zemljo. Sestra Andreju sporoči, da so njo in mater preselili v Nemčijo. Kristina hudo zboli  in vsi se bojijo za njeno življenje. Katica se vrne domov in skrbi za gospodinjstvo. Kmalu se vrne tudi Pavla, krhka Kristina rodi še enega otroka.
Maja 1945 se pod pripekajočim soncem vračajo domov. Domačija je razdejana in izropana, Kristina izmučena in postarana. Srečni so, ker so doma. Vrne se celo Andrejeva mati, a ob žetju ajde izdihne – na domačih tleh.
O knjigi ni v periodiki zaslediti zapisov ali ocen.

## Marta Kmet
Marta Kmet, rojena Češnjevar, se je rodila 4. novembra leta 1929 v kmečki družini v vasi Lomno v občini Krško. Po nižji gimnaziji v Novem mestu in Krškem se je vpisala na višjo pedagoško šolo v  Ljubljani. Kot prosvetna delavka je službovala na Selih pri Hinjah v Suhi krajini, v Šentrupertu na Dolenjskem in v Ljubljani. Povest Begunci je njeno prvo in edino daljše pripovedno delo, krajše prozne sestavke je objavljala v časopisih. V Mohorjevem koledarju je objavila prispevke: Mene pa ne bo imel kdo pokopavat, Smrt se je napovedala, Pot in Prišel sem. Leta 1988 je napisala kratko pripoved Učiteljica, leta 1996 pa povest Da, Gospod.